# SV Energie Cottbus
Der SV Energie Cottbus ist ein Sportverein aus der brandenburgischen Stadt Cottbus.

## Geschichte
Der SV Energie Cottbus wurde am 5. Juli 1990 gegründet, hat seinen Sitz in Cottbus und im Vereinsregister des Amtsgerichts Cottbus eingetragen. Die Wurzeln des Vereins hingegen liegen bei der am 31. Januar 1966 gegründeten Betriebssportgemeinschaft BSG Energie Cottbus, die anfangs ein reiner Fußballverein war. Im Frühjahr 1970 wechselte die Sektion Volleyball der BSG Empor HO Cottbus zur BSG Energie. Im Jahre 1990 spaltete sich die Sektion Fußball als FC Energie Cottbus ab, während sich der Restverein zunächst KSV Energie Cottbus und ab 1991 schließlich SV Energie Cottbus nannte.
Zur Saison 2022/23 stieg die erste Damen-Volleyballmannschaft des Vereins aus der Brandenburgliga in die Regionalliga Nordost auf. Die Mannschaft konnte in der neuen Liga auf Anhieb den zweiten Platz hinter den USV Halle Hurricanes belegen. Aufgrund der Einführung der neuen 2. Bundesliga Pro beantragte der SV Energie Cottbus für die 2. Bundesliga eine Wildcard für einen freiwerdenden Platz. Von der Volleyball-Bundesliga GmbH wurde dieser Antrag genehmigt, wodurch die erste Mannschaft ab der Saison 2023/24 in der Nordstaffel der 2. Bundesliga spielt. Aufgrund des Wildcard-Antrages behält der SV Energie Cottbus zudem das Startrecht in der Regionalliga Nordost und wird dort ab der Saison 2023/24 mit der zweiten Mannschaft aktiv sein.